# Bo Ohlgren
Bo Viktor Ohlgren, folkbokförd Olgren, född 29 oktober 1933 i Stockholm, död 15 december 2015 i Tyresö församling, var en svensk kristen sångare.
Ohlgren sjöng baryton och var romanssångare i Tyskland under tolv år samt rikssångare inom Svenska Missionsförbundet i 36 år. Han gjorde ett antal tv-framträdanden, bland annat i programserien Minns du sången som sändes vid millennieskiftet av Sveriges Television.
Han var gift med ingenjör Laila Ohlgren (1937–2014) från 1959 fram till hennes död.

## Diskografi i urval
- 1969 – Lova Herren – Bo Ohlgren sjunger Davids psalmer, tonsatta av Gunnar Wennerberg
- 1971 – Julsånger op. 8
- 1982 – Ut i det fria
- 1985 – Du går inte bort – du går hem..., duettsånger med Bo Ohlgren, Anders Andersson
- 1993 – Sånger om livet = Songs about life, Bo Ohlgren, baryton, Mats Jansson, piano